# On the Border
On the Border ist das 1974 erschienene dritte Studioalbum der US-amerikanischen Rockband Eagles. Das in den Vereinigten Staaten mehr als zwei Millionen Mal verkaufte Album markiert die stilistische Weiterentwicklung vom Country-Rock zum Mainstream-Rock und ist das erste Album mit Gitarrist und Sänger Don Felder, der die Band zu einem Quintett erweiterte.

## Entstehungsgeschichte
Die Band versuchte sich während der Aufnahmesessions in den Olympic Studios in London an härteren Sounds. Der Musikproduzent Glyn Johns wurde nach den Aufnahmen für die beiden Titel You Never cry Like a Lover und Best of My Love durch Bill Szymczyk ersetzt und die Sessions in die Musikstudios der Record Plant nach Los Angeles verlegt. Der Wechsel wurde damit begründet, dass Johns in der Produktion die Country-Elemente und die Harmonien betone, während Frey und Henley einen härteren Sound beabsichtigten. Szymczyk hatte bereits mit dem Blues-Gitarristen B. B. King und dem Slide-Gitarristen Joe Walsh gearbeitet.
Für die Aufnahme von Good Day in Hell bat Glenn Frey Don Felder, die Slidegitarre zu spielen. Den anderen Mitgliedern gefiel Felders Gitarrenspiel so gut, dass sie ihn als fünften Eagle in die Band aufnahmen. Felder ist auch auf Already Gone bei dem gedoppelten Gitarrensolo zu hören. In die Albumcredits wurde er erst später aufgenommen. Asylum Records veröffentlichte das Album am 22. März 1974.

## Titelliste

### Seite 1
1. Already Gone (Jack Tempchin, Robb Strandlund) – 4:13
  - Leadgesang: Glenn Frey, Lead-Gitarre (in den Credits nicht erwähnt): Don Felder, Gitarrensoli: Glenn Frey und Don Felder
2. You Never Cry Like a Lover (J. D. Souther, Don Henley) – 4:02
  - Leadgesang: Don Henley, Lead-Gitarre (in den Credits nicht erwähnt): Bernie Leadon
3. Midnight Flyer (Paul Craft) – 3:59
  - Leadgesang: Randy Meisner, Slidegitarre: Glenn Frey, Banjo: Bernie Leadon
4. My Man (Bernie Leadon) – 3:31
  - Leadgesang und Pedal-Steelgitarre: Bernie Leadon
5. On the Border (Henley, Leadon, Frey) – 4:28
  - Leadgesang: Don Henley, T.N.T.S.: “Coach”, Klatschen: The Clapetts, Lead-Gitarre (in den Credits nicht erwähnt): Glenn Frey

### Seite 2
1. James Dean (Jackson Browne, Frey, Souther, Henley) – 3:37
  - Leadgesang: Glenn Frey, Lead-Gitarre: Bernie Leadon
2. Ol’ ’55 (Tom Waits) – 4:22
  - Leadgesang: Glenn Frey und Don Henley, Pedal Steel-Guitar: Al Perkins
3. Is It True? (Randy Meisner) – 3:14
  - Leadgesang: Randy Meisner, Slidegitarre: Glenn Frey
4. Good Day in Hell (Henley, Frey) – 4:27
  - Leadgesang: Glenn Frey, Lead und Slidegitarre: Don Felder
5. Best of My Love (Henley, Frey, Souther) – 4:36
  - Leadgesang: Don Henley, Pedal Steelgitarre: Bernie Leadon

## Singleauskopplungen
Die erste Singleauskopplung Already Gone stieg am 29. Juni 1974 in die US-amerikanischen Charts ein, erreichte Platz 32 der Billboard Hot 100 und hielt sich 15 Wochen.
Das nach dem gleichnamigen US-amerikanischen Schauspieler betitelte Song James Dean wurde als zweite Single ausgekoppelt. Der Titel erreichte die US-amerikanische Hitparade am 12. Oktober 1974, belegte in der Spitze Platz 77 und hielt sich fünf Wochen.
Mit der dritten ausgekoppelte Single The Best of My Love, die am 1. März 1975 in die amerikanische Hitparade einstieg, wurde die erste Nummer 1 der Band in den Billboard Hot 100 notiert. Der Titel hielt sich 19 Wochen.

## Rezeption
William Ruhlmann meint in seiner Rezension für die Musikdatenbank Allmusic, das Album sei ein Übergangswerk, welches mehr als für die Eagles üblich verschiedene Stile und Elemente vereine. Es sei sowohl ein Rückblick auf die früheren Werke der Band und antizipiere gleichzeitig die späteren Arbeiten.

## Kommerzieller Erfolg

### Chartplatzierungen
Das Album erreichte Platz 17 in den Billboard 200. In den deutschsprachigen Hitparaden platzierte sich das Album nicht. Die Eagles erreichten in den deutschsprachigen Hitparaden ihren Durchbruch mit dem Album Hotel California von 1976. In den niederländischen Top 40 konnte das Album im Mai 1974 Platz 3 erreichen und hielt sich 8 Wochen.
| ChartsChartplatzierungen       | Höchstplatzierung | Wochen |
| ------------------------------ | ----------------- | ------ |
| Vereinigte Staaten (Billboard) | 17 (87 Wo.)       | 87     |
| Vereinigtes Königreich (OCC)   | 28 (9 Wo.)        | 9      |

### Auszeichnungen für Musikverkäufe
Das Album wurde im März 2001 von der Recording Industry Association of America für mehr als zwei Millionen verkaufte Tonträger mit der zweiten Platinschallplatte ausgezeichnet.
| Land/Region                  | Auszeichnungen für Musikverkäufe (Land/Region, Auszeichnung, Verkäufe) | Verkäufe  |
| ---------------------------- | ---------------------------------------------------------------------- | --------- |
| Vereinigte Staaten (RIAA)    | 2× Platin                                                              | 2.000.000 |
| Vereinigtes Königreich (BPI) | Silber                                                                 | 60.000    |
| Insgesamt                    | 1× Silber · 2× Platin ·                                                | 2.060.000 |

Hauptartikel: Eagles/Auszeichnungen für Musikverkäufe